# Équipe de France de rugby à XV des moins de 20 ans
Pour les articles homonymes, voir Équipe de France de rugby et Équipe de France.
L'équipe de France de rugby à XV des moins de 20 ans, est constituée par une sélection des meilleurs joueurs français de rugby à XV de moins de 20 ans, sous l'égide de la fédération française de rugby.

## Histoire
L'équipe de France des moins de 20 ans est créée en 2008, remplaçant les équipes de France des moins de 21 ans et des moins de 19 ans à la suite de la décision de l'IRB en 2007 de restructurer les compétitions internationales junior. Elle participe chaque année au Tournoi des Six Nations des moins de 20 ans et au Championnat du monde junior de rugby à XV.
La sélection est un temps enregistrée par la Fédération en tant qu'équipe réserve de l'équipe nationale senior ; cette particularité est abolie par les règlements de World Rugby à compter du 1er janvier 2018,.
En 2018, les Bleuets remportent tout d'abord le Tournoi des Six Nations des moins de 20 ans 2018, leur troisième après 2009 et 2014. Lors de l'été suivant, l'équipe de France des moins de 20 ans gagne le Championnat du monde junior, avec 5 victoires sur 5 dont les 3 dernières contre les grands favoris de la compétition : l'Afrique du Sud, la Nouvelle-Zélande et l'Angleterre.
En 2019, elle récidive en remportant à nouveau le Championnat du monde junior, après une qualification en phase finale obtenue en tant que meilleure deuxième au cours de la phase de poules. Elle remporte la finale contre l'équipe d'Australie avec un seul point d'avance, sur le score de 24-23.
Le 14 juillet 2023, l'équipe est sacrée championne du monde pour la troisième fois consécutive, en s'imposant en finale du Championnat du monde junior 2023 face à l'Irlande sur le score de 50 à 14.
L'année suivante, lors de l'édition 2024 du Championnat du monde junior, les Bleuets disputent une quatrième finale d'affilée mais s'inclinent 21 à 13 contre leurs homologues Anglais.
Lors du Tournoi des Six Nations des moins de 20 ans 2025, les Bleuets s'imposent 45 à 40, avec le bonus offensif, contre l'Écosse lors de la dernière journée et remportent leur premier Tournoi depuis 2018, le quatrième de leur histoire. Ils profitent notamment de la défaite de l'Angleterre, seule équipe invaincue jusque-là et vainqueur des Français plus tôt dans la compétition, contre le pays de Galles survenue lors de la dernière journée.

## Personnalités

### Effectif actuel
Le 23 juin, le sélectionneur Sébastien Calvet convoque un groupe de trente joueurs pour la compétition. Le troisième ligne aile Patrick Tuifua est absent à cause d'une blessure survenue lors de la préparation de l'équipe. Dans le groupe, dix joueurs ont remporté la compétition lors de l'édition précédente : Maxence Biasotto, Léo Carbonneau, Mathis Castro-Ferreira, Thomas Duchêne, Mathis Ferté, Lino Julien, Thomas Lacombre, Brent Liufau, Barnabé Massa et Hugo Reus,. Le demi d'ouverture Hugo Reus est nommé capitaine de l'équipe.
Le 5 juillet, le pilier Zinedine Aouad déclare forfait pour la suite de la compétition à cause d'une blessure à un genou, il est remplacé dans le groupe par le deuxième ligne Charly Gambini.

#### Avants
| Nom                      | Naissance         | Sélections (Pts marqués) | Club                  | Année de 1re sélection |
| Piliers                  | Piliers           | Piliers                  | Piliers               | Piliers                |
| ------------------------ | ----------------- | ------------------------ | --------------------- | ---------------------- |
| Zinedine Aouad           | 3 mai 2005        | 7 (10)                   | Union Bordeaux Bègles | 2024                   |
| Lorencio Boyer Gallardo  | 23 septembre 2005 | 3 (0)                    | USA Perpignan         | 2024                   |
| Thomas Duchêne           | 25 août 2004      | 12 (0)                   | ASM Clermont          | 2023                   |
| Samuel Jean-Christophe   | 9 mars 2006       | 2 (0)                    | RC Toulon             | 2024                   |
| Lino Julien              | 27 juillet 2004   | 13 (10)                  | Racing 92             | 2023                   |
| Thomas Marceline         | 18 juin 2005      | 2 (0)                    | Lyon OU               | 2024                   |
| Talonneurs               |                   |                          |                       |                        |
| Thomas Lacombre          | 14 juillet 2004   | 13 (5)                   | Stade toulousain      | 2023                   |
| Mathys Lotrian           | 18 février 2004   | 2 (0)                    | USA Perpignan         | 2024                   |
| Barnabé Massa            | 13 mai 2004       | 9 (10)                   | FC Grenoble           | 2023                   |
| Deuxièmes lignes         |                   |                          |                       |                        |
| Antonin Corso            | 9 avril 2004      | 5 (0)                    | Oyonnax Rugby         | 2024                   |
| Charly Gambini           | 15 janvier 2004   | 6 (5)                    | Provence Rugby        | 2023                   |
| Charles Kanté Samba      | 8 février 2005    | 3 (0)                    | Stade rochelais       | 2024                   |
| Brent Liufau             | 21 mars 2004      | 15 (15)                  | Section paloise       | 2022                   |
| Corentin Mézou           | 20 avril 2005     | 7 (0)                    | RC Toulon             | 2024                   |
| Troisièmes lignes aile   |                   |                          |                       |                        |
| Alexis Caumel            | 20 juillet 2004   | 2 (0)                    | Colomiers Rugby       | 2024                   |
| Geoffrey Malaterre       | 9 août 2005       | 6 (10)                   | CA Brive              | 2024                   |
| Joé Quere Karaba         | 28 septembre 2004 | 8 (15)                   | RC Toulon             | 2024                   |
| Sialevailea Tolofua      | 9 juillet 2005    | 8 (5)                    | Stade toulousain      | 2024                   |
| Troisièmes lignes centre |                   |                          |                       |                        |
| Mathis Castro-Ferreira   | 13 janvier 2004   | 15 (50)                  | Stade toulousain      | 2023                   |

#### Arrières
| Nom                | Naissance        | Sélections (Pts marqués) | Club             | Année de 1re sélection |
| Demis de mêlée     | Demis de mêlée   | Demis de mêlée           | Demis de mêlée   | Demis de mêlée         |
| ------------------ | ---------------- | ------------------------ | ---------------- | ---------------------- |
| Léo Carbonneau     | 7 octobre 2004   | 15 (28)                  | CA Brive         | 2023                   |
| Thomas Souverbie   | 28 juin 2004     | 6 (9)                    | Section paloise  | 2024                   |
| Demis d'ouverture  |                  |                          |                  |                        |
| Axel Desperes      | 16 janvier 2004  | 9 (22)                   | Section paloise  | 2023                   |
| Hugo Reus          | 21 février 2004  | 13 (153)                 | Stade rochelais  | 2023                   |
| Centres            |                  |                          |                  |                        |
| Mathys Belaubre    | 15 mars 2005     | 3 (5)                    | ASM Clermont     | 2024                   |
| Fabien Brau-Boirie | 19 décembre 2005 | 8 (10)                   | Section paloise  | 2024                   |
| Robin Taccola      | 4 mai 2005       | 6 (0)                    | RC Vannes        | 2024                   |
| Ailiers            |                  |                          |                  |                        |
| Maxence Biasotto   | 8 juillet 2004   | 9 (0)                    | CA Brive         | 2023                   |
| Nathan Bollengier  | 18 janvier 2004  | 3 (0)                    | Stade rochelais  | 2024                   |
| Hoani Bosmorin     | 27 décembre 2004 | 5 (15)                   | Stade rochelais  | 2024                   |
| Arrières           |                  |                          |                  |                        |
| Mathis Ferté       | 2 février 2004   | 14 (40)                  | CA Brive         | 2023                   |
| Xan Mousques       | 18 novembre 2005 | 6 (20)                   | Aviron bayonnais | 2024                   |

### Staff actuel
| Nom              | Rôle                  |
| ---------------- | --------------------- |
| Patrick Fort     | Chef de délegation    |
| Sébastien Calvet | Manager général       |
| Philippe Boher   | Entraîneur (défense)  |
| Benoît Baby      | Entraîneur (attaque)  |
| Samuel Cherouk   | Entraîneur (conquête) |

### Entraîneurs
Philippe Sella est le premier manager de l'équipe France moins de 20 ans en 2008 ; il est secondé par Philippe Boher et Philippe Agostini. En janvier 2009, David Aucagne remplace Philippe Agostini au poste d'entraîneur des arrières.
En 2012, Philippe Sella quitte l'équipe pour devenir directeur sportif du SU Agen. Il est alors remplacé par Fabien Pelous. Ce dernier s'entoure de Didier Retière et Gérald Bastide. Olivier Magne intègre le staff des Bleuets de Fabien Pelous à partir de la saison 2014, remplaçant Didier Retière.
À l'issue de la saison 2015, Thomas Lièvremont succède à Fabien Pelous, parti au Stade toulousain. Didier Faugeron succède lui à Gérald Bastide, promu entraîneur de la défense du XV de France. En janvier 2017, Philippe Boher reprend le poste d'entraîneur des avants à la place d'Olivier Magne.
En décembre 2017, la FFR décide de remplacer l'ensemble du staff. Sébastien Piqueronies est le nouveau manager tandis qu'Éric Dasalmartini et David Darricarrère sont respectivement nommés entraîneur des avants et entraîneur des arrières,. En 2019, Aubin Hueber remplace Éric Dasalmartini au poste d'entraîneur des avants.
En 2020, Sébastien Piqueronies devient le nouveau manager de la filière France Jeunes. Il est alors remplacé par Philippe Boher en tant que manager de l'équipe de France des moins de 20 ans. Ce dernier est assisté par deux nouveaux entraîneurs : David Ortiz et Fabrice Estebanez. Ils sont rejoints pas Régis Sonnes pour la saison 2020-2021.
| Période   | Manager               | Entraîneur des avants                                                              | Entraîneur des arrières                                                            |
| --------- | --------------------- | ---------------------------------------------------------------------------------- | ---------------------------------------------------------------------------------- |
| 2008      | Philippe Sella        | Philippe Boher                                                                     | Philippe Agostini                                                                  |
| 2009-2011 | Philippe Sella        | Philippe Boher                                                                     | David Aucagne                                                                      |
| 2012-2013 | Fabien Pelous         | Didier Retière                                                                     | Gérald Bastide                                                                     |
| 2014-2015 | Fabien Pelous         | Olivier Magne                                                                      | Gérald Bastide                                                                     |
| 2016      | Thomas Lièvremont     | Olivier Magne                                                                      | Didier Faugeron                                                                    |
| 2017      | Thomas Lièvremont     | Philippe Boher                                                                     | Didier Faugeron                                                                    |
| 2018      | Sébastien Piqueronies | Éric Dasalmartini                                                                  | David Darricarrère                                                                 |
| 2019      | Sébastien Piqueronies | Aubin Hueber                                                                       | David Darricarrère                                                                 |
| 2020      | Philippe Boher        | David Ortiz                                                                        | Fabrice Estebanez                                                                  |
| 2021      | Philippe Boher        | Sébastien Bruno et Jean-Marc Béderède                                              | Fabrice Estebanez                                                                  |
| 2022      | Jean-Marc Béderède    | Sylvain Bouthier (attaque), Philippe Boher (défense) et Sébastien Bruno (conquête) | Sylvain Bouthier (attaque), Philippe Boher (défense) et Sébastien Bruno (conquête) |
| 2023      | Sébastien Calvet      | Benoît Baby (attaque), Philippe Boher (défense) et Rémi Vaquin (conquête)          | Benoît Baby (attaque), Philippe Boher (défense) et Rémi Vaquin (conquête)          |
| 2023-2024 | Sébastien Calvet      | Benoît Baby (attaque), Philippe Boher (défense) et Samuel Cherouk (conquête)       | Benoît Baby (attaque), Philippe Boher (défense) et Samuel Cherouk (conquête)       |
| 2025-     | Cédric Laborde        | Samuel Cherouk et David Courteix                                                   | Régis Lespinas                                                                     |

### Capitaines
- 2008 : Morgan Parra
- 2009 : Alexandre Lapandry
- 2010 : Tanguy Molcard
- 2011 : Jean-Marc Doussain
- 2012 : Karl Chateau
- 2013 : Paul Jedrasiak
- 2014 : François Cros
- 2015 : Lucas Bachelier
- 2016 : Clément Castets
- 2017 : Florian Verhaeghe
- 2018 : Arthur Coville, épaulé durant le Tournoi des Six Nations par Killian Geraci et Maxime Lamothe[23]
- 2019 : Arthur Vincent, parfois suppléé par Thomas Lavault
- 2020 : Jordan Joseph
- 2021 : Joshua Brennan, Killian Tixeront et Nolann Le Garrec[24]
- 2022 : Killian Tixeront
- 2023 : Oscar Jégou, Émilien Gailleton, Nicolas Depoortère et Lenni Nouchi
- 2024 : Mathis Castro-Ferreira, Corentin Mézou, Léo Carbonneau et Hugo Reus

## Palmarès

### Par compétition
| Tournoi des Six Nations des moins de 20 ans | Championnat du monde junior |
| --- | --- |
| - 2008 : Troisième - 2009 : Vainqueur - 2010 : Quatrième - 2011 : Deuxième - 2012 : Deuxième - 2013 : Cinquième - 2014 : Vainqueur, Grand Chelem - 2015 : Deuxième - 2016 : Deuxième - 2017 : Deuxième - 2018 : Vainqueur - 2019 : Deuxième - 2020 : fin de l'édition annulée - 2021 : Deuxième - 2022 : Deuxième - 2023 : Deuxième - 2024 : Troisième - 2025 : Vainqueur | - 2008 : Sixième - 2009 : Cinquième - 2010 : Cinquième - 2011 : Quatrième - 2012 : Sixième - 2013 : Cinquième - 2014 : Sixième - 2015 : Quatrième - 2016 : Neuvième - 2017 : Quatrième - 2018 : Champion du monde - 2019 : Champion du monde - 2020 : edition annulée - 2021 : edition annulée - 2022 : edition annulée - 2023 : Champion du monde - 2024 : Finaliste - 2025 : À Venir |

### Les finales
| No | Date            | Lieu                                            | Match               | Score   | Compétition |
| -- | --------------- | ----------------------------------------------- | ------------------- | ------- | ----------- |
| 1  | 17 juin 2018    | Stade de la Méditerranée, Béziers (France)      | Angleterre – France | 25 – 33 | Détails     |
| 2  | 22 juin 2019    | Racecourse Stadium, Rosario (Argentine)         | France – Australie  | 24 – 23 | Détails     |
| 3  | 14 juillet 2023 | Athlone Sports Stadium, Le Cap (Afrique du Sud) | Irlande – France    | 14 – 50 | Détails     |
| 4  | 19 juillet 2024 | Cape Town Stadium, Le Cap (Afrique du Sud)      | Angleterre – France | 21 – 13 | Détails     |